# Antonio Cotogni
Antonio Cotogni també conegut com a Toto Cotogni (Roma (Laci), 1 d'agost, 1831 – Idem. 15 d'octubre, 1918) va ser un baríton italià. Hereu de la tradició italiana, dels Bellini i els Donizetti, dels cantants il·lustres Antonio Tamburini i Giorgio Ronconi, aviat esdevingué una figura destacada de l'escena operística nacional.
Durant els seus quaranta anys de carrera va tenir l'oportunitat de cantar en nombrosos teatres importants, des de Sant Petersburg fins a Londres, principalment juntament amb els famosos tenors Gayarre i Tamberlick.
N'hi ha prou amb dir que, només al Teatre Carlo Felice de Gènova, va tenir l'oportunitat d'interpretar l'estrena italiana del Faust de Charles Gounod, en el paper de Valentin, el 1863, i els primers papers, per ordre cronològic d'interpretació, de: Luisa Miller, Lucrezia Borgia de Donizetti,  I vespri siciliani, Il barbiere di Siviglia, Maria di Rohan, I due Foscari, Matilde di Shabran, Lucia di Lammermoor, La traviata i Hamlet de Franco Faccio amb llibret d'Arrigo Boito.
Després d'abandonar els escenaris, el seu prestigi el va fer consolidar-se com el principal professor de cant de Roma, i entre els seus alumnes hi havia l'elit dels cantants de principis del segle XX: Jean de Reszke, Giacomo Lauri-Volpi, Giuseppe de Luca, Beniamino Gigli, Mariano Stabile, Benvenuto Franci, Mario Basiola i Titta Ruffo.
Va participar en les següents primeres representacions: Il vecchio della montagna ossia L'emiro d'Antonio Cagnoni amb Antonio Prudenza ("Teatro Carignano" de Torí, 1860), Aurora di Nevers de Giuseppe Sinico (Teatre Verdi (Trieste), 1861), Guerra in quattro de Carlo Pedrotti ("Teatro della Cannobiana" de Milà, 1861, I profughi fiamminghi de Franco Faccio ("Teatro alla Scala" de Milà, 11 de novembre 1863), Hamlet de Franco Faccio amb llibret d'Arrigo Boito ("Teatro Carlo Felice" de Genova, 30 de maig 1865), Alda de Lionello Ventura amb Teresa Stolz (""Teatro Comunale" de Trieste, 1868), Valeria de Edoardo Vera ("Teatro Comunale" de Bologna, 1869), Il favorito de Carlo Pedrotti ("Teatro Regio" de Torí, 1870), Gelmina de Giuseppe Poniatowski (Covent Garden Theatre de Londres, 1872), Velléda de Charles Lenepveu (Covent Garden Theatre de Londres, 1882), La pellegrina de Filippo Clementi (Teatre Comunale de Bolonya, 1890)

## Enregistraments
El 1908, tot i que tenia setanta-set anys, Gramophone Concert Record el va convèncer perquè deixés un exemplar de la seva veu per a la posteritat. Només va fer un enregistrament, juntament amb el tenor Francesco Marconi. Aquest és el romanç de cambra "I mulattieri" de Masini. Alguns col·leccionistes, entre ells Edward J. Smith, han plantejat la hipòtesi que també va fer l'enregistrament privat, realitzat a casa del gran Francesco Tamagno, de l'ària de Scindia "O casto fior" de Le Roi de Lahore de Jules Massenet, aquesta darrera havent estat redescoberta pel mateix Edward J. Smith recentment. Aquesta teoria no s'ajusta a la lògica dels fets. La veu que s'escolta en aquest darrer enregistrament, tot i que fa pensar que l'intèrpret és sens dubte un protagonista, és la d'un home més gran que el present a l'únic disc oficial publicat cinc anys després. Per tant, l'únic enregistrament segur i publicat segueix sent el següent:
54373 "Els arriers" (Masini) amb Francesco Marconi (Matrix: 11180 1/2 b)

## Repertori
| Rol                           | Títol                          | Autor       |
| ----------------------------- | ------------------------------ | ----------- |
| Pietro                        | La muta di Portici             | Auber       |
| Gil Perez                     | Le Domino noir                 | Auber       |
| Rebolledo                     | Les Diamants de la couronne    | Auber       |
| Don Pizzarro                  | Fidelio                        | Beethoven   |
| Lorenzo                       | I Capuleti e i Montecchi       | Bellini     |
| Don Rodolfo                   | La sonnambula                  | Bellini     |
| Filippo Maria Visconti        | Beatrice di Tenda              | Bellini     |
| Riccardo                      | I puritani                     | Bellini     |
| Mefistofele                   | La Damnation de Faust          | Berlioz     |
| Escamillo                     | Carmen                         | Bizet       |
| Conte Robinson                | Il matrimonio segreto          | Cimarosa    |
| Dottor Romualdo               | Le astuzie femminili           | Cimarosa    |
| Conte di Charolais            | Jean de Nivelle                | Delibes     |
| Volmar                        | Alina, regina di Golconda      | Donizetti   |
| Belcore                       | L'elisir d'amore               | Donizetti   |
| Torquato Tasso                | Torquato Tasso                 | Donizetti   |
| Alfonso d'Este                | Lucrezia Borgia                | Donizetti   |
| Conte di Vergy                | Gemma di Vergy                 | Donizetti   |
| Enrico Ashton                 | Lucia di Lammermoor            | Donizetti   |
| Belisario                     | Belisario                      | Donizetti   |
| Duca di Nottingham            | Roberto Devereux               | Donizetti   |
| Severo                        | Poliuto                        | Donizetti   |
| Severo                        | I martiri                      | Donizetti   |
| Alfonso XI                    | La favorita                    | Donizetti   |
| Don Pasquale Dottor Malatesta | Don Pasquale                   | Donizetti   |
| Enrico di Chavreuse           | Maria di Rohan                 | Donizetti   |
| Claudio                       | Hamlet                         | Faccio      |
| Conte di Bergh                | I profughi fiamminghi          | Faccio      |
| Plunkett                      | Martha                         | Flotow      |
| Gonzales                      | Il Guarany                     | Gomes       |
| Valentino                     | Faust                          | Gounod      |
| Capuleti Mercuzio             | Romeo e Giulietta              | Gounod      |
| Ruggiero                      | La Juive                       | Halévy      |
| Tonio/Taddeo                  | Pagliacci                      | Leoncavallo |
| Compare Alfio                 | Cavalleria rusticana           | Mascagni    |
| Don Fernando                  | Le Cid                         | Massenet    |
| Manfredo                      | Il giuramento                  | Mercadante  |
| Publio                        | La vestale                     | Mercadante  |
| Orazio                        | Orazi e Curiazi                | Mercadante  |
| Conte di Nevers               | Les Huguenots                  | Meyerbeer   |
| Pietro il Grande              | La stella del Nord             | Meyerbeer   |
| Hoël                          | Dinorah                        | Meyerbeer   |
| Nélusko                       | L'africana                     | Meyerbeer   |
| Conte d'Almaviva Figaro       | Les noces de Figaro            | Mozart      |
| Don Giovanni                  | Don Giovanni                   | Mozart      |
| Guglielmo                     | Così fan tutte                 | Mozart      |
| Papageno                      | La flauta màgica               | Mozart      |
| Alcandro                      | Saffo                          | Pacini      |
| Arbace                        | Jone                           | Petrella    |
| Arnoldo                       | I Lituani                      | Ponchielli  |
| Barnaba                       | La Gioconda                    | Ponchielli  |
| Lescaut                       | Manon Lescaut                  | Puccini     |
| Fabrizio                      | Crispino e la comare           | Ricci       |
| Figaro                        | Il barbiere di Siviglia        | Rossini     |
| Jago                          | Otello                         | Rossini     |
| Dandini                       | La Cenerentola                 | Rossini     |
| Fernando Villabella           | La gazza ladra                 | Rossini     |
| Faraone                       | Mosè in Egitto                 | Rossini     |
| Aliprando                     | Matilde di Shabran             | Rossini     |
| Guglielmo Tell                | Guglielmo Tell                 | Rossini     |
| Gaio Giulio Vindice           | Nerone                         | Rubinštejn  |
| Lothario                      | Mignon                         | Thomas      |
| Amleto                        | Hamlet                         | Thomas      |
| Nabucco                       | Nabucco                        | Verdi       |
| Pagano                        | I Lombardi alla prima crociata | Verdi       |
| Don Carlo                     | Ernani                         | Verdi       |
| Francesco Foscari             | I due Foscari                  | Verdi       |
| Ezio                          | Attila                         | Verdi       |
| Macbeth                       | Macbeth                        | Verdi       |
| Francesco Moor                | I masnadieri                   | Verdi       |
| Miller                        | Luisa Miller                   | Verdi       |
| Conte Stankar                 | Stiffelio                      | Verdi       |
| Rigoletto                     | Rigoletto                      | Verdi       |
| Conte di Luna                 | Il trovatore                   | Verdi       |
| Giorgio Gérmont               | La traviata                    | Verdi       |
| Guido di Montforte            | I vespri siciliani             | Verdi       |
| Egberto                       | Aroldo                         | Verdi       |
| Renato                        | Un ballo in maschera           | Verdi       |
| Don Carlo di Vargas           | La forza del destino           | Verdi       |
| Don Rodrigo di Posa           | Don Carlo                      | Verdi       |
| Amonasro                      | Aïda                           | Verdi       |
| Wolfram                       | Tannhäuser                     | Wagner      |
| Federico di Telramondo        | Lohengrin                      | Wagner      |
| Scherasmin                    | Oberon                         | Weber       |